# Balloonerism
Balloonerism — седьмой студийный альбом американского рэпера Мака Миллера. Это его второй посмертный альбом после смерти в сентябре 2018 года. Миллер записал альбом в 2014 году, примерно в то время, когда вышел его микстейп Faces. Альбом был выпущен 17 января 2025 года по лицензии Warner Records, ровно через пять лет после выхода его первого посмертного альбома Circles, и включает в себя гостевые выступления SZA и его альтер-эго Delusional Thomas.

## Предыстория
Balloonerism был анонсирован 16 ноября 2024 года на музыкальном фестивале в Camp Flog Gnaw Carnival с помощью анимационного трейлера. Днями позже, 21 ноября, наследство Миллера официально объявило о выходе альбома в социальных сетях. Они опубликовали заявление о том, что альбом имел большое значение для Миллера, и что он заказал художественное оформление для альбома и регулярно обсуждал его выпуск до своей смерти. Известность проекта среди его фанбазы из-за неофициальных версий, годами циркулировавших в сети, способствовала решению выпустить его официально.
Альбом был записан в 2014 году, примерно в то же время, когда Миллер выпустил свой микстейп Faces. На обложке изображён Миллер в исполнении художника Алима Смита. Balloonerism был выпущен Warner Records 17 января 2025 года. В тот же день на Amazon Prime Video вышел короткометражный компьютерно-анимационный фильм, основанный на альбоме и снятый режиссёром Сэмюэлем Джеромом Мейсоном.

## Отзывы
| Совокупная оценка | Совокупная оценка |
| Источник          | Оценка            |
| ----------------- | ----------------- |
| AnyDecentMusic?   | 7.5/10            |
| Metacritic        | 77/100            |
| Оценки критиков   |                   |
| Источник          | Оценка            |
| AllMusic          | [ 16 ]            |
| Clash             | 8/10              |
| The Guardian      | [ 18 ]            |
| The Independent   | [ 19 ]            |
| Rolling Stone     | [ 4 ]             |
| Pitchfork         | 7.4/10            |
| Paste             | 7.5/10            |

Balloonerism получил положительные отзывы от современных музыкальных критиков. Альбом получил на Metacritic оценку 77 балла на основе 8 рецензий.

## Список композиций
| №                   | Название                                          | Автор(ы)                                                 | Продюсеры                                | Длительность |
| ------------------- | ------------------------------------------------- | -------------------------------------------------------- | ---------------------------------------- | ------------ |
| 1.                  | «Tambourine Dream»                                | Malcolm McCormick                                        | Larry Fisherman                          | 0:33         |
| 2.                  | «DJ's Chord Organ» (при участии SZA)              | McCormick Solana Rowe Stephen Bruner                     | Fisherman                                | 5:15         |
| 3.                  | «Do You Have a Destination?»                      | McCormick Taylor Graves                                  | Fisherman Graves                         | 3:24         |
| 4.                  | «5 Dollar Pony Rides»                             | McCormick Jameel Bruner S. Bruner Ronald Bruner Jr.      | Fisherman J. Bruner R. Bruner Thundercat | 3:42         |
| 5.                  | «Friendly Hallucinations»                         | McCormick S. Bruner Graves Marlon Williams Antonio Hardy | Thundercat Graves                        | 4:45         |
| 6.                  | «Mrs. Deborah Downer»                             | McCormick S. Bruner Graves Ashley Sousa                  | Fisherman Thundercat Graves              | 4:04         |
| 7.                  | «Stoned»                                          | McCormick Malcolm McLaren Anne Dudley Trevor Horn        | Fisherman                                | 4:03         |
| 8.                  | «Shangri-La»                                      | McCormick Graves                                         | Fisherman Graves [a]                     | 2:49         |
| 9.                  | «Funny Papers»                                    | McCormick S. Bruner Graves                               | Fisherman Thundercat Graves              | 4:23         |
| 10.                 | «Excelsior»                                       | McCormick                                                | Fisherman                                | 2:23         |
| 11.                 | «Transformations» (при участии Delusional Thomas) | McCormick S. Bruner J. Bruner Graves                     | Fisherman Thundercat J. Bruner           | 3:04         |
| 12.                 | «Manakins»                                        | McCormick                                                | Fisherman                                | 3:09         |
| 13.                 | «Rick's Piano»                                    | McCormick S. Bruner Dylan Rectenwald                     | Fisherman Thundercat Dylan Reynolds      | 5:08         |
| 14.                 | «Tomorrow Will Never Know»                        | McCormick S. Bruner                                      | Fisherman                                | 11:53        |
| Общая длительность: | Общая длительность:                               | Общая длительность:                                      | Общая длительность:                      | 58:43        |

## Чарты
| Чарт (2025)                                 | Высшая позиция |
| ------------------------------------------- | -------------- |
| Австралия (ARIA)                            | 12             |
| Австралия (Hip Hop/R&B Albums, ARIA)        | 2              |
| Бельгия/Фландрия (Ultratop)                 | 1              |
| Бельгия/Валлония (Ultratop)                 | 11             |
| Канада (Canadian Albums Chart)              | 5              |
| Дания (Hitlisten)                           | 10             |
| Нидерланды (Album Top 100)                  | 3              |
| Финляндия (Suomen virallinen lista)         | 36             |
| Франция (SNEP)                              | 33             |
| Германия (Offizielle Top 100)               | 8              |
| Новая Зеландия (RMNZ)                       | 3              |
| Норвегия (VG-lista)                         | 24             |
| Швеция (Physical Albums, Sverigetopplistan) | 9              |
| Швейцария (Schweizer Hitparade)             | 6              |
| Великобритания (UK Albums Chart)            | 16             |
| Великобритания (UK R&B Albums Chart)        | 1              |
| США (Billboard 200)                         | 3              |
| США (Billboard Top R&B/Hip-Hop Albums)      | 2              |